# Jerzy Edigey
Jerzy Edigey, właściwie Jerzy Waldemar Korycki (ur. 12 sierpnia 1913 w Klukowie, zm. 24 sierpnia 1983 w Kruszynie pod Częstochową) – polski pisarz, adwokat i działacz społeczny pochodzenia tatarskiego.

## Życiorys
Wywodził się z tatarskiej rodziny szlacheckiej (herbu Koryca), osiadłej na Litwie ok. XV wieku. Przydomek i literacki pseudonim „Edigey” przyjął od zawołania „Edigiej-Emirza”, które było przydomkiem rodziny. Ojciec – Aleksander – był inżynierem kolejowym, dziadek – maszynistą. Matka Romana była z domu Ciupalska.
Według innej wersji pochodził z rodu tatarskiego „Edygej”. Przodek o tym imieniu (Edygej) stał na czele Złotej Ordy, pokonując Litwinów w bitwie nad Worsklą. Brat Edygeja uciekł w obawie przed jego srogością na Litwę, gdzie po unii lubelskiej rodzina otrzymała nazwisko „Korycki”, polonizując się.
Uczęszczał do gimnazjum im. Mikołaja Reja w Warszawie, które ukończył w 1931. Studiował prawo na Uniwersytecie Warszawskim (magister praw w 1936). Podczas studiów związał się z ruchem narodowym. Był członkiem OWP, a później ONR i jednym z pierwszych osadzonych w Miejscu Odosobnienia w Berezie Kartuskiej (wysłany tam pierwszym transportem wraz z Henrykiem Rossmanem, Bolesławem Piaseckim, Włodzimierzem Sznarbachowskim, Janem Jodzewiczem, Zygmuntem Dziarmagą). Pobyt w obozie dał początek konfliktowi Koryckiego z Piaseckim. Po uwolnieniu z Berezy związany był z ONR-ABC. Pracował jako aplikant adwokacki specjalizujący się w prawie handlowym, a także publikował w dzienniku „ABC”, gdzie m.in. był kierownikiem działu sportowego.
W 1937 ożenił się z Walerią z d. Okińczyc (1914–2000), z którą rozwiódł się w 1949.
Po II wojnie światowej pracował okresowo w dziennikarstwie, lecz został zwolniony (skreślony z listy adwokatów od początku 1952 do kwietnia 1953) ze względu na przeszłość polityczną i zatrudniony w sporcie jako trener wioślarstwa. Był zasłużonym działaczem sportowym oraz sędzią Polskiego Związku Towarzystw Wioślarskich. Od 1962 r. zajął się twórczością literacką, wydając ok. 50 powieści i opowiadań, co spowodowało, że stał się jednym z czołowych autorów tzw. polskiej powieści milicyjnej. Był również autorem kilku powieści historyczno-przygodowych dla młodzieży.
Współpracował głównie z wydawnictwami „Iskry” w Warszawie i „Śląsk” w Katowicach. Trzy jego utwory (Baba-Jaga gubi trop, Wagon Pocztowy GM 38552 oraz Strzał na dancingu) posłużyły za podstawę scenariuszy odcinków popularnego serialu kryminalnego 07 zgłoś się (odpowiednio odc. 4, 11, 13). Jego powieści przełożono na siedemnaście języków obcych: przede wszystkim na słowacki, czeski, rosyjski, węgierski i niemiecki, a także na szwedzki, japoński, włoski, łotewski, gruziński i chiński, jak również: baszkirski, kazachski, azerski.
Korycki był członkiem Klubu Adwokatów Pisarzy, wziął udział w pierwszym Ogólnopolskim Zjeździe Adwokatów Pisarzy w lutym 1979 r. w Łodzi. Zabrał głos jako pierwszy w części dyskusyjnej na temat twórczości pisarskiej adwokatów.
Zginął tragicznie w wypadku samochodowym w czasie podróży z Warszawy do Katowic. Samochodem kierował przyrodni brat pisarza. Pochowany został na Muzułmańskim Cmentarzu Tatarskim w Warszawie.

## Krytyka
Stanisław Barańczak, recenzując Strzał na dancingu, stwierdził, że proza Edigeya „jak zwykle przypomina konsystencją mamałygę z dodatkiem kleju stolarskiego”.

## Publikacje

### Powieści kryminalne
- Czek dla białego gangu (1963)[10]
- Mister MacAreck i jego business (1964)[11]
- Trzy płaskie klucze (1965)[12]
- Sprawa Niteckiego (1966)[13]
- Wagon pocztowy GM 38552 (1966)[14]
- Baba-Jaga gubi trop (1967)[15]
- Umrzesz jak mężczyzna (1967)[16]
- Elżbieta odchodzi (1968)[17]
- Przy podniesionej kurtynie (1968)[18]
- Pensjonat na Strandvägen (1969)[19]
- Człowiek z blizną (1970)[20]
- Strzały na rozstajnych drogach (1970)[21]
- Zbrodnia w południe (1970)[22]
- Żółta koperta (1970)[23]
- Błękitny szafir (1971)[24]
- Jedna noc w Carltonie (1971)[25]
- Minerva-Palace-Hotel (1972)[26]
- Testament samobójcy (1972)[27]
- Śmierć czeka przed oknem (1973)[28]
- Śmierć jubilera (1973)[29]
- Szklanka czystej wody (1974)[30]
- Najgorszy jest poniedziałek (1975)[31]
- Strzał na dancingu (1975)[32]
- Walizka z milionami (1975)[33]
- Dwie twarze Krystyny (1976)[34]
- Dzieje jednego pistoletu (1976)[35]
- Nagła śmierć kibica (1978)[36]
- Sprawa dla jednego (1978)[37]
- Alfabetyczny morderca (1981)[38]
- Pomysł za siedem milionów (1982)[39]
- Zdjęcie z profilu (1984)[40]
- Operacja „Wolfram” (1985)[41]
- Wycieczka ze Sztokholmu (1987)[42]

### Opowiadania oraz powieści kryminalne wydawane w odcinkach w gazetach
- Na Ostrzu brzytwy (1967)[43]
- Niech pan zdejmie rękawiczki (1971)[44]
- Spotkamy się w Matrózcsárda (1971)
- Morderca szuka drogi (1976)[45]
- Ostatnie życzenie Anny Teresy (1979)[46]
- Uparty milicjant (1980)[47]

### Opowiadania kryminalne wydawane w serii „Ewa wzywa 07...”
- Szkielet bez palców (1968)[48]
- Gang i dziewczyna (1973)[49]
- Diabeł przychodzi nocą (1974)[50]
- Tajemnica starego kościółka (1976)[51]
- As trefl (1978)[52]
- Siedem papierosów „Maracho” (1982)[53]

### Powieści historyczno-przygodowe
- Strzała z Elamu (1968)[54] (lektura szkolna w NRD)[55].
- Strażnik piramidy (1977)[56]
- Król Babilonu (1983)[57]
- Szpiedzy króla Asarhaddona (1983)[58]